# Paweł Dubiel (1879–1941)
Paweł Dubiel (ur. 25 stycznia 1879 w Królewskiej Hucie (od 1934 Chorzów), zm. 5 sierpnia 1941 w Dachau) – polski górnik, działacz związkowy i spółdzielczy, samorządowiec, wiceprezydent Królewskiej Huty, a następnie Chorzowa w latach 1927–1939.

## Życiorys
Urodził się w rodzinie górnika. Po ukończeniu szkoły w rodzinnej Królewskiej Hucie podjął pracę w zawodzie ojca (kopalnia „Król”). W 1897 współzakładał Towarzystwo Młodzieży św. Stanisława Kostki, którego został sekretarzem, później również Towarzystwo „Kasyno”. Był aktywny w organizacji „Sokół”. Działał w Zjednoczeniu Zawodowym Polskim jako prezes oddziału górniczego w Królewskiej Hucie. W 1910 przeniósł się do Zabrza, gdzie stanął na czele okręgowej ZZP. W 1911 założył w mieście Towarzystwo Śpiewu „Chopin” (stał na czele do 1914). W 1913 organizował strajki górnicze w powiecie zabrskim.
W czasie I wojny światowej, od lipca 1915 służył w wojsku niemieckim w lazarecie dla koni w Białej Podlaskiej. Po powrocie na Górny Śląsk w 1918 zaangażował się w akcję propolską. Wszedł w skład NRL w Poznaniu jako reprezentant rejencji opolskiej. W 1919 stanął na czele Oddziału Górników ZZP na Górnym Śląsku. Redagował „Głos Górnika”, broszury agitacyjne ZZP oraz „Kalendarz Robotniczy na Rok 1920”. Działał w Polskim Komitecie Plebiscytowym.
W 1919 został wybrany wiceprezesem Narodowego Stronnictwa Robotników (później przewodniczącym). Po utworzeniu NPR w 1920 znalazł się w jej Radzie Naczelnej.
Po podziale Górnego Śląska wyjechał do Królewskiej Huty. Od 1923 stał na czele miejskiej Spółdzielni Spożywców „Zjednoczenie”. W 1922 bez powodzenia ubiegał się o mandat senatora z listy NPR, jednak został wybrany członkiem Śląskiej Rady Wojewódzkiej (do 1929). Od 1927 sprawował z nominacji NPR urząd II burmistrza, a później wiceprezydenta Królewskiej Hucie – Chorzowie (do 1939).
Był mężem Marii z Lubojańskich, z którą miał synów Pawła i Józefa.
22 maja 1940 został aresztowany przez Niemców i wywieziony do KL Dachau i KL Sachsenhausen. Zmarł 5 sierpnia 1941 w obozie KL Dachau.

## Ordery i odznaczenia
- Krzyż Oficerski Orderu Odrodzenia Polski (10 listopada 1928)[1]
- Medal Niepodległości (16 marca 1937)[2]